# Brzeźnica (dopływ Kanaru)
Brzeźnica – potok, prawostronny dopływ Kanaru o długości 3,84 km. Woda w Brzeźnicy jest klasy III.